# Ravensberg – Barenberg
Das Naturschutzgebiet Ravensberg – Barenberg liegt mit einer Größe von 86,92 ha zum überwiegenden Teil im Gebiet der Stadt Borgholzhausen und zum kleineren Teil (ca. 6,84 ha) in der Stadt Halle (Westf.), beide im Kreis Gütersloh. Es wird mit der Nummer GT-034 geführt und ist FFH-Vorschlagsgebiet.
Es wurde insbesondere zum Erhalt wildlebender Tier- und Pflanzenarten von Kalkbuchenwäldern, zum Teil auch Bärlauch-Buchenwälder, ausgewiesen. Im Bereich des Ravensberges sind die Wälder mit Edellaubhölzern durchsetzt. Das Gebiet weist eine hohe Arten- und Strukturvielfalt, eine ausgeprägte Altersstufung und eine sehr gut entwickelte Krautschicht auf. Darüber hinaus hat es kulturhistorische Bedeutung, denn die Burg Ravensberg gehört zum Gebiet.